# Petrus Wilhelmi de Grudencz
Petrus Wilhelmi de Grudencz (Pools: Piotr z Grudziądza) (1392 - omstreeks 1480) is een componist uit de eerste helft van de 15de eeuw, die ook in Bohemen actief was.
De naam van deze componist wordt gereveleerd in een van zijn motetten in de vorm van een acrostichon.

## Leven
Vanaf de jaren 1970 heeft het musicologische onderzoek deze componist, een van de meest significante van zijn tijd, weer de plaats toegekend die hem toekomt.
Zo heeft recent archivalisch onderzoek aan het licht gebracht dat Petrus Wilhelmi de Grudencz in keizerlijke dienst was als "Friderici imperatoris cappelanus", dus kapelaan van Frederik III van het Heilige Roomse Rijk. Hij zou de keizer naar Rome hebben vergezeld en waarschijnlijk ook naar Bazel tijdens het concilie. Uit het gegeven dat hij in een motet van omstreeks 1460 de draak steekt met een tijdgenoot, wordt afgeleid dat hij daar toen nog zat.
Hoewel Grudencz als componist heeft gewerkt, vermelden de documenten van 1452 waarin zijn naam staat opgetekend, hem niet als "cantor" aan de keizerlijke hofkapel, hetgeen verwondering wekt aangezien vele zangers aan de kapel die wel opgetekend staan in de archieven van het keizerlijke hof expliciet worden omschreven als "domini Federici romanorum imperatoris semper augusti cantor" of in soortgelijke termen. Hetzelfde schijnt ook het geval te zijn met Johannes Touront, die als zanger van de keizerlijke hofkapel vermeld wordt; zijn composities zijn overigens vooral in Centraal-Europese bronnen overgeleverd. De verschillende omschrijving in de archiefdocumenten illustreert in elk geval Petrus Wilhelmi’s bijzondere positie aan de keizerlijke hofhouding. De reden hiervoor schijnt te liggen in het volgende institutionele gebruik: oorspronkelijk telden leden van de hofkapel alle kapelaans die verantwoordelijk waren voor het geestelijke leven en bijgevolg ook deelnamen aan de religieuze zang. Maar paus Benedictus XII had in 1336 al die kapelaans van de volledige "capella" afgescheiden, die als professionele zangers de liturgie opluisterden en Petrus Wilhelmi was, anders dan Touront en zijn collegae, een van deze professionele "cantores".
Het verschil maakt sommige ongerijmdheden in de biografie van Petrus Wilhelmi duidelijk, voor zover die zijn na te gaan: zo bijvoorbeeld was een "cappellanus" (kapelaan) blijkbaar niet verplicht het keizerlijke hof op permanente basis te bedienen, reden waarom archivalisch bewijs is kunnen opduiken van Wilhelmi’s verblijf in Wrocław of Bialogarda ten westen van Gdańsk (Dantzig).
Aanvullend bewijs wordt verstrekt door de verschillen die opduiken in de overlevering van muziekstukken van Petrus Wilhelmi en Touront. Deze verschillen hebben veeleer betrekking op het soort handschriften en repertoire waarin de werken zijn opgenomen dan dat ze de aardrijkskundige verscheidenheid weerspiegelen van de Centraal-Europese bronnen, en in die zin hebben ze ook betrekking op hun beider muzikale genres en stijlen. Er moet een oorzakelijk verband zijn tussen de gebeurtenissen in Wilhelmi’s leven, zijn oeuvre en de overlevering van zijn composities, in dezelfde mate als waarin dat voor Touront het geval is.

## Muziek
Grudencz’ muziek is verwant aan die van de Bourgondische School. Ze is overwegend overgeleverd in Tsjechische bronnen en bleef in Bohemen ook in de volgende eeuw nog geliefd.
Grudencz wordt omschreven als een componist die met de ene voet in de middeleeuwen zat en met de andere in de Renaissance. Grudencz wordt door de kritiek ingeschat als een verrassend, innoverend, gevoelig componist. Een motet zou bij hem niet louter een muzikale ondersteuning van de tekst zijn, maar ook gevoelens uitdrukken. Sommige buigingen die later ook aangetroffen worden in het Duitse en Centraal-Europese kersliederenrepertoire, zouden al bij hem te horen zijn.
- Bibliothèque nationale de France: cb13945510v (data)
- Gemeinsame Normdatei: 122798511
- International Standard Name Identifier: 0000 0001 1057 4153
- Library of Congress Control Number: no95005776
- MusicBrainz: 2121c5c5-c7bc-4fa6-a611-be7c7493a26f
- Nationale Bibliotheek van Tsjechië: ola2002150827
- Réseau des bibliothèques de Suisse occidentale: 02-A012732976
- Système universitaire de documentation: 096160705
- Virtual International Authority File: 39567283
- WorldCat: E39PBJgRVQqFvwVtccFYqwF7pP